# Bence Szabó (esgrimidor)
Bence Szabó (Budapest, 13 de junio de 1962) es un deportista húngaro que compitió en esgrima, especialista en la modalidad de sable.
Participó en tres Juegos Olímpicos de Verano, obteniendo en total cuatro medallas, oro en Seúl 1988, en la prueba por equipos (junto con Imre Bujdosó, László Csongrádi, Imre Gedővári y György Nébald), oro y plata en Barcelona 1992, individual y por equipos (con Csaba Köves, György Nébald, Péter Abay e Imre Bujdosó), y plata en Atlanta 1996, por equipos (con Csaba Köves y József Navarrete).
Ganó siete medallas en el Campeonato Mundial de Esgrima entre los años 1990 y 1995, y dos medallas de oro en el Campeonato Europeo de Esgrima de 1991.

## Palmarés internacional
| Juegos Olímpicos   | Juegos Olímpicos         | Juegos Olímpicos  | Juegos Olímpicos  |
| Año                | Lugar                    | Medalla           | Prueba            |
| ------------------ | ------------------------ | ----------------- | ----------------- |
| 1988               | Seúl (Corea del Sur)     | Medalla de oro    | Sable por equipos |
| 1992               | Barcelona (España)       | Medalla de oro    | Sable individual  |
| 1992               | Barcelona (España)       | Medalla de plata  | Sable por equipos |
| 1996               | Atlanta (Estados Unidos) | Medalla de plata  | Sable por equipos |
| Campeonato Mundial |                          |                   |                   |
| Año                | Lugar                    | Medalla           | Prueba            |
| 1990               | Lyon (Francia)           | Medalla de plata  | Sable por equipos |
| 1991               | Budapest (Hungría)       | Medalla de oro    | Sable por equipos |
| 1993               | Essen (Alemania)         | Medalla de oro    | Sable por equipos |
| 1993               | Essen (Alemania)         | Medalla de plata  | Sable individual  |
| 1994               | Atenas (Grecia)          | Medalla de plata  | Sable por equipos |
| 1994               | Atenas (Grecia)          | Medalla de bronce | Sable individual  |
| 1995               | La Haya (Países Bajos)   | Medalla de bronce | Sable por equipos |
| Campeonato Europeo |                          |                   |                   |
| Año                | Lugar                    | Medalla           | Prueba            |
| 1991               | Viena (Austria)          | Medalla de oro    | Sable individual  |
| 1991               | Viena (Austria)          | Medalla de oro    | Sable por equipos |